# Trichonta fidelis
Trichonta fidelis är en tvåvingeart som beskrevs av Gagne 1981. Trichonta fidelis ingår i släktet Trichonta och familjen svampmyggor. Inga underarter finns listade i Catalogue of Life.